# Stefano Torelli
Stefano Torelli (Bologna, 1712 - Sant Petersburg, 1784) va ser un pintor italià. Es va formar estudiant amb son pare, Felice Torrelli, per a passar després a les ordres de Francesco Solimena. El que seria rei de Polònia, August III, el va dur a Dresde el 1740, on va treballar en peces d'altar i decoracions de cel·les, moltes de les quals havien estat destruïdes durant la Guerra dels Set Anys.
Va pintar figures en les vint-i-nou vistes de Dresde de Canaletto, el 1741. El 1762 arriba a la cort de Rússia per pintar en estances del Palau Reial, així com diversos retrats, entre els quals el de l'emperadriu Elizabeth en armes. Va ser un intel·ligent caricaturista. Va morir a Sant Petersburg.